# Episodi di The United States Steel Hour (nona stagione)
La nona stagione della serie televisiva The United States Steel Hour è andata in onda negli Stati Uniti dal 6 settembre 1961 al 22 agosto 1962 sulla CBS.
| nº | Titolo originale          | Prima TV USA      |
| -- | ------------------------- | ----------------- |
| 1  | Delayed Honeymoon         | 6 settembre 1961  |
| 2  | Street of Love            | 20 settembre 1961 |
| 3  | Brandenburg Gate          | 4 ottobre 1961    |
| 4  | Bury Me Twice             | 18 ottobre 1961   |
| 5  | Little Lost Sheep         | 1º novembre 1961  |
| 6  | Man on the Mountain Top   | 15 novembre 1961  |
| 7  | Tangle of Truth           | 29 novembre 1961  |
| 8  | My Wife's Best Friend     | 13 dicembre 1961  |
| 9  | The Bitter Sex            | 27 dicembre 1961  |
| 10 | Far from the Shade Tree   | 10 gennaio 1962   |
| 11 | The Big Laugh             | 24 gennaio 1962   |
| 12 | A Nightmare at Bleak Hill | 7 febbraio 1962   |
| 13 | The Perfect Accident      | 21 febbraio 1962  |
| 14 | Who Is This Woman?        | 7 marzo 1962      |
| 15 | Two Black Kings           | 21 marzo 1962     |
| 16 | The Love of Claire Ambler | 4 aprile 1962     |
| 17 | The Go-Between            | 18 aprile 1962    |
| 18 | A Man for Oona            | 2 maggio 1962     |
| 19 | The Other Woman           | 16 maggio 1962    |
| 20 | Lennie                    | 30 maggio 1962    |
| 21 | You Can't Escape          | 13 giugno 1962    |
| 22 | Scene of the Crime        | 27 giugno 1962    |
| 23 | Night of the Fourth       | 11 luglio 1962    |
| 24 | Honor in Love             | 25 luglio 1962    |
| 25 | Male Call                 | 8 agosto 1962     |
| 26 | Murder on the Agenda      | 22 agosto 1962    |

## Delayed Honeymoon
- Prima televisiva: 6 settembre 1961

### Trama
- Interpreti: Barbara Barrie (Trina Trent), Larry Blyden (Miles Miller), James Broderick (Bill Carlisle), Elinor Donahue (Fran Crowell), Walter Greaza (Andrew Crowell), Mort Marshall (Ronnie)

## Street of Love
- Prima televisiva: 20 settembre 1961
- Diretto da: Bruce Minnix

### Trama
- Interpreti: Sam Gray (Kirov), Laurence Hugo (Allison), Doug McClure (Charlie Mason), Simon Oakland (Golikov), Millie Perkins (Tanya)

## Brandenburg Gate
- Prima televisiva: 4 ottobre 1961

### Trama
- Interpreti: Richard Kiley (Scott Malone / Paul Barman), Alfred Leberfeld (Emil Bruckner), Anne Meacham (Ilse Bruckner), Dina Merrill (Lisa Muller), Barry Morse, Douglass Watson (colonnello Barsoff)

## Bury Me Twice
- Prima televisiva: 18 ottobre 1961

### Trama
- Interpreti: James Berwick (ispettore Rouse), Leo G. Carroll (ispettore), Dan O'Herlihy (George Morris), Phyllis Thaxter (Jessy), Joan Wetmore (Ruth Morris)

## Little Lost Sheep
- Prima televisiva: 1º novembre 1961

### Trama
- Interpreti: Hans Conried (Arthur Bannister), Garrick Hagon (Harold Browning), John McGovern (Y. Lyman Harris), Rochelle Oliver, Jane Wyatt (Phyllis Bannister)

## Man on the Mountain Top
- Prima televisiva: 15 novembre 1961

### Trama
- Interpreti: Julie Bovasso (Betty Blake), Edwin Cooper (dottore Wilson), Salome Jens (Gerta Blake), Paul McGrath (Mr. Borden), Cliff Robertson (Horace Mann Borden), Gene Saks (Willie), Chris Wiggins (Charles Blake)

## Tangle of Truth
- Prima televisiva: 29 novembre 1961

### Trama
- Interpreti: Macdonald Carey (Bill Dulaney), Jeff Donnell (Eva Dulaney), Carolyn Groves (Sue Dulaney), Darryl Hickman (Gordon Killman), Shepperd Strudwick (Horace Killman)

## My Wife's Best Friend
- Prima televisiva: 13 dicembre 1961

### Trama
- Interpreti: Larry Blyden (Roger Dinwiddie), Virginia Gilmore (Melba Wardlow), Leon Janney (Addison Wardlow), Joanna Moore (Linda Dinwiddie)

## The Bitter Sex
- Prima televisiva: 27 dicembre 1961
- Diretto da: Bruce Minnix
- Scritto da: Richard Stockton

### Trama
- Interpreti: Lloyd Bochner (Philip), Mona Freeman (Lily), John Milligan (Barker), Barry Morse (Jeremy Penlove), Toby Robins (Barron), Ian Wolfe (Trumper)

## Far from the Shade Tree
- Prima televisiva: 10 gennaio 1962

### Trama
- Interpreti: Jack Carson (Enoch McCabe), Keir Dullea (Donald 'Don' McCabe), Dan Ferrone, Gene Hackman (Ed), Alma Hubbard, Anita Louise (Mrs. McCabe), Pippa Scott

## The Big Laugh
- Prima televisiva: 24 gennaio 1962

### Trama
- Interpreti: Murray Hamilton, Arthur Hill, Teresa Wright

## A Nightmare at Bleak Hill
- Prima televisiva: 7 febbraio 1962

### Trama
- Interpreti: Leora Dana, Douglas Fairbanks Jr.

## The Perfect Accident
- Prima televisiva: 21 febbraio 1962

### Trama
- Interpreti: Alan Bunce, Carolyn Groves, Robert Horton, Shepperd Strudwick, Nancy Wickwire

## Who Is This Woman?
- Prima televisiva: 7 marzo 1962

### Trama
- Interpreti: Gloria DeHaven

## Two Black Kings
- Prima televisiva: 21 marzo 1962

### Trama
- Interpreti: James Broderick, Eva Gabor, Kevin McCarthy

## The Love of Claire Ambler
- Prima televisiva: 4 aprile 1962

### Trama
- Interpreti: Nancy Carroll, Maurice Evans, Janice Rule, Lilia Skala

## The Go-Between
- Prima televisiva: 18 aprile 1962

### Trama
- Interpreti: Keefe Brasselle, Barbara Cook

## A Man for Oona
- Prima televisiva: 2 maggio 1962

### Trama
- Interpreti: Tallulah Bankhead, Nancy Carroll

## The Other Woman
- Prima televisiva: 16 maggio 1962

### Trama
- Interpreti: Lloyd Bochner, Jeanne Crain

## Lennie
- Prima televisiva: 30 maggio 1962

### Trama
- Interpreti:

## You Can't Escape
- Prima televisiva: 13 giugno 1962

### Trama
- Interpreti: Alice Ghostley, Shirley Knight, Simon Oakland, Peter Mark Richman, Michael Tolan

## Scene of the Crime
- Prima televisiva: 27 giugno 1962

### Trama
- Interpreti: Patricia Collinge, Betty White

## Night of the Fourth
- Prima televisiva: 11 luglio 1962

### Trama
- Interpreti: Barry Sullivan

## Honor in Love
- Prima televisiva: 25 luglio 1962

### Trama
- Interpreti: John Kerr, Carol Lawrence, Eli Mintz

## Male Call
- Prima televisiva: 8 agosto 1962

### Trama
- Interpreti: Larry Blyden, Godfrey Cambridge, Zohra Lampert

## Murder on the Agenda
- Prima televisiva: 22 agosto 1962

### Trama
- Interpreti: James Daly, Mona Freeman, Harry Guardino, Ralph Meeker